# Phú Thuận A
Phú Thuận A là một xã thuộc huyện Hồng Ngự, tỉnh Đồng Tháp, Việt Nam.

## Địa lý
Xã Phú Thuận A nằm ở phía nam huyện Hồng Ngự, có vị trí địa lý:
- Phía đông giáp xã Phú Thuận B
- Phía tây, nam giáp tỉnh An Giang
- Phía bắc giáp tỉnh An Giang và xã Long Thuận.

Xã có diện tích 19,50 km², dân số năm 1999 là 15.769 người, mật độ dân số đạt 809 người/km².

## Lịch sử
Quyết định 11-HĐBT ngày 19 tháng 02 năm 1983 của Hội đồng Bộ trưởng, chia xã Phú Thuận thành hai xã lấy tên là xã Phú Thuận và xã Phú Trung.
Quyết định 41-HĐBT ngày 22 tháng 04 năm 1989 của Hội đồng Bộ trưởng:, tách 1.350 hécta diện tích tự nhiên và 10.863 người của xã Phú Thuận nhập vào xã Phú Trung cũ để thành lập xã Phú Thuận B. Phần còn lại của xã Phú Thuận cũ đổi tên là xã Phú Thuận A.
Nghị định 08/NĐ-CP ngày 23 tháng 12 năm 2008 của Chính phủ, xã Phú Thuận A thuộc huyện Hồng Ngự.